# 1 agora wzór 1985
1 agora wzór 1985 – moneta o nominale jednej agory (seria nowego szekla) wprowadzona do obiegu 4 września 1985 roku, będąca monetą obiegową Państwa Izrael do 1 kwietnia 1991 roku.

## Awers i rewers
Awers przedstawia starożytną galerę, nazwę państwa w językach arabskim, angielskim i hebrajskim oraz herb Izraela. Rewers zawiera nominał monety, napis „Agora” po angielsku i hebrajsku oraz rok zapisany po hebrajsku. Motyw odwołuje się do monety bitej przez Heroda Archelaosa.

## Nakład
Moneta wybijana była w mennicach w Paryżu, Stuttgarcie i Jerozolimie. Monety są wybite na krążkach z brązalu o średnicy 17 mm i masie 2 g.
Mennice: Drukarnia Rządowa – Jerozolima; Francuska Mennica Państwowa – Paryż; Mennica Państwowa Badenii-Wirtembergii – Stuttgart.
| Rok emisji | Rok emisji     | Stop   | Średnica (mm) | Masa (g) | Stempel | Mennica                                | Nakład     | Nr Krause |
| ---------- | -------------- | ------ | ------------- | -------- | ------- | -------------------------------------- | ---------- | --------- |
| 1985       | 5745 - התשמ''ה | brązal | 17            | 2        | zwykły  | Francuska Mennica Państwowa            | 40 000 000 | KM# 156   |
| 1985       | 5745 - התשמ''ה | brązal | 17            | 2        | zwykły  | Mennica Państwowa Badenii-Wirtembergii | 18 144 000 | KM# 156   |
| 1986       | 5746 - התשמ''ו | brązal | 17            | 2        | zwykły  | Drukarnia Rządowa                      | 14 304 000 | KM# 156   |
| 1986       | 5746 - התשמ''ו | brązal | 17            | 2        | zwykły  | Francuska Mennica Państwowa            | 50 112 000 | KM# 156   |
| 1986       | 5746 - התשמ''ו | brązal | 17            | 2        | zwykły  | Mennica Państwowa Badenii-Wirtembergii | 30 856 000 | KM# 156   |
| 1987       | 5747 - התשמ''ז | brązal | 17            | 2        | zwykły  | Drukarnia Rządowa                      | 1 080 000  | KM# 156   |
| 1988       | 5748 - התשמ''ח | brązal | 17            | 2        | zwykły  | Drukarnia Rządowa                      | 15 768 000 | KM# 156   |
| 1989       | 5749 - התשמ''ט | brązal | 17            | 2        | zwykły  | Drukarnia Rządowa                      | 10 801 000 | KM# 156   |
| 1990       | 5750 - התש''ן  | brązal | 17            | 2        | zwykły  | Drukarnia Rządowa                      | 4 968 000  | KM# 156   |
| 1991       | 5751 - התשנ''א | brązal | 17            | 2        | zwykły  | Drukarnia Rządowa                      | 12 000     | KM# 156   |

## Emisje okolicznościowe

### Rocznice niepodległości (piedforty)
Monety okolicznościowe z serii rocznic niepodległościowych wybijane były stemplem lustrzanym jako piedforty (monety wybite na grubym krążku). Wszystkie posiadały znak mennicy na awersie. Prócz innej grubości monety te nie różniły się niczym od monet obiegowych tego okresu.
Mennica: Francuska Mennica Państwowa – Paryż; Mennica Państwowa Badenii-Wirtembergii – Stuttgart; Królewska Mennica Holenderska – Utrecht.
| Nominał | Rok emisji | Stop   | Średnica (mm) | Masa (g) | Grubość (mm) | Znak mennicy | Stempel   | Mennica                                                                                          | Nr Krause |
| ------- | ---------- | ------ | ------------- | -------- | ------------ | ------------ | --------- | ------------------------------------------------------------------------------------------------ | --------- |
| 1 agora | 1986–1991  | brązal | 15            | 4,4      | 2,7          | ✡            | lustrzany | Francuska Mennica Państwowa Mennica Państwowa Badenii-Wirtembergii Królewska Mennica Holenderska | KM# P156  |

### Chanuka
Monety z serii chanukowej były wybijane stemplem zwykłym. Te, o nominale jednej agory nie posiadały znaku mennicy. Awersy nie różniły się wyglądem od awersów monet obiegowych tego okresu. Na legendzie rewersu, pod nominałem i nazwą waluty znalazła się mała chanukija, po jej lewej stronie napis w języku angielskim „HANUKKA”, a po prawej nazwa święta po hebrajsku „חנוכה”. W przypadku monet o nominałach: 1, 5 i 10 agor napis ten znajdował się nad nominałem.
Mennica: Drukarnia Rządowa – Jerozolima.
| Nominał | Rok emisji | Stop   | Średnica (mm) | Masa (g) | Stempel | Znak mennicy | Mennica           | Nr Krause | Wizerunek |
| ------- | ---------- | ------ | ------------- | -------- | ------- | ------------ | ----------------- | --------- | --------- |
| 1 agora | 1986–1991  | brązal | 17            | 2        | zwykły  | brak         | Drukarnia Rządowa | KM# 171   |           |